# Thornburg (Pennsylvania)
Thornburg è una borough degli Stati Uniti d'America, nella contea di Allegheny nello Stato della Pennsylvania. Secondo il censimento del 2000 la popolazione è di 468 abitanti.

## Società

### Evoluzione demografica
La composizione etnica vede una prevalenza della razza bianca (96,79%), seguita quella asiatica (0,85%), dati del 2000.
| borough di Thornburg Popolazione |     |
| 2000                             | 468 |
| Stima al 2009                    | 429 |